# Julia Carson

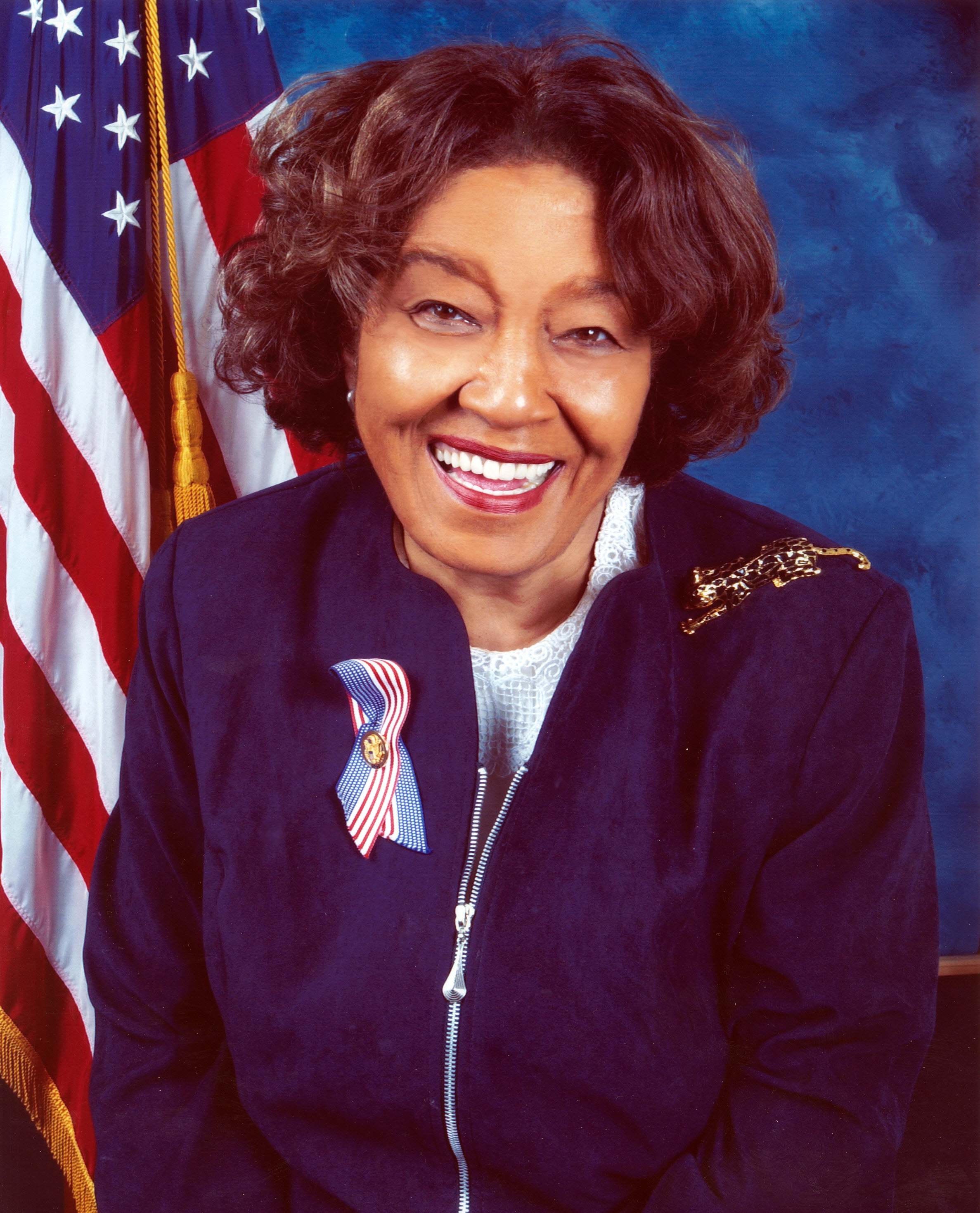
Julia Carson

Julia May Carson (* 8. Juli 1938 in Louisville, Kentucky; † 15. Dezember 2007 in Indianapolis, Indiana; geborene Julia May Porter) war eine US-amerikanische Politikerin der Demokratischen Partei.
Julia Carson besuchte die Crispus Attucks High School in Indianapolis, wo sie 1955 ihren Abschluss machte. Danach absolvierte sie die Martin University und die Indiana University-Purdue University Indianapolis. Beruflich war sie zunächst als Sekretärin der Gewerkschaft United Auto Workers tätig; danach war sie von 1965 bis 1972 Assistentin im Stab des Kongressabgeordneten Andrew Jacobs. Von 1972 bis 1976 gehörte sie dem Repräsentantenhaus von Indiana an; danach saß sie bis 1990 im Senat von Indiana.
Vom 7. Januar 1997 bis zu ihrem Tod war sie Mitglied des Repräsentantenhauses der Vereinigten Staaten. Sie war nach Katie Hall die zweite Afroamerikanerin, die als Vertreterin des Bundesstaates Indiana gewählt wurde. Sie starb an den Folgen eines Bronchialkarzinoms und möglicherweise einer Weichteilinfektion des Beins, die sie sich nach einer Bypassoperation zugezogen hatte.
Drei Monate nach ihrem Tod gewann ihr Enkel André Carson die Nachwahl um ihr Mandat.